# Experiment d'associació de mots

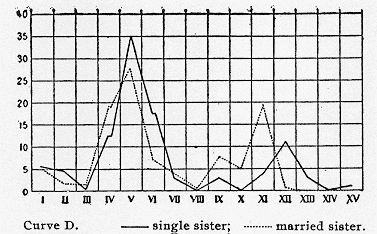
El mètode d'associació

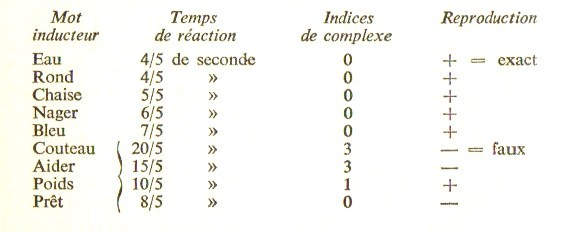
Un exemple d'una prova de lliure associació segons C. G. Jung que revela els complexos psíquics

S'anomena experiment d'associació de paraules un test psicològic desenvolupat pel psiquiatre Carl Gustav Jung en els inicis de la seua carrera, caracteritzat per la presentació d'una llista de termes que, com estímuls o incentius curosament seleccionats, exigia als seus pacients l'expressió espontània de les seues associacions lingüístiques immediates.

## Desenvolupament
No és un descobriment inèdit, doncs alguns investigadors precedents ja havien treballat en la seua progressiva creació, inclòs el seu mestre Sigmund Freud.
La diferenciació i exclusivitat en Jung rau a passar d'un interés centrar en el contingut concret de les respostes, a observar el seu caràcter qualitatiu, expressat en les respostes fisiològiques registrades, així com en aspectes com la demora a respondre malgrat que en fos mínima, la qual cosa oferia quantiosa informació sobre l'inconscient i els seus processos.
Tot això podia indicar temes emocionalment carregats en la situació actual i vital de la persona analitzada, de la qual cosa no era conscient.
A posteriori formaria una variable important a l'hora de verificar i emetre l'existència de constel·lacions en l'inconscient, a les quals denominarà complexos. En el nucli de cadascun d'aquests complexos, que són constituents fonamentals de l'inconscient, residiria l'arquetip, formador al seu torn de l'inconscient col·lectiu.